# Daniel Vierge
Daniel Urrabieta Ortiz y Vierge, dit Daniel Vierge, né le 5 mars 1851 à Madrid et mort le 10 mai 1904 à Boulogne-sur-Seine, est un peintre, illustrateur et aquarelliste espagnol qui fit carrière principalement en France.

## Biographie
Fils de l'illustrateur espagnol Vicente Urrabieta Y Ortiz, et de Juana Vierge de la Vega, Daniel Vierge est formé à l'École des beaux-arts de Madrid avant de s'installer à Paris en 1869 avec sa famille. Il signe du nom de sa mère.
En 1870, à l’invitation de Charles Yriarte, il travaille pour Le Monde illustré, dont il devient, avec Edmond Morin, l’un des illustrateurs vedettes. En 1874, il s’oriente vers l'illustration de livres : Victor Hugo (L’Année terrible), François-René de Chateaubriand, Jules Michelet, Francisco de Quevedo y Villegas, mais aussi les Contes extraordinaires d'Edgar Poe.
Ses dessins sont gravés sur bois par Fortuné Méaulle et Clément-Édouard Bellenger, entre autres, mais c’est avec Auguste Lepère qu’il conduit une collaboration étroite et efficace, fondant avec lui et deux autres artistes, Félix Bracquemond et Tony Beltrand, la revue L'Estampe originale, en 1889.
Daniel Vierge est le seul à pouvoir concurrencer Gustave Doré en termes de force d'innovation et de productivité.
En 1902, il réside au 29 rue Gutenberg à Boulogne sur Seine où il meurt le 10 mai 1904.

## Œuvres

### Estampes
- Bataille de Forbach (Spikeren), parue dans Le Monde illustré, 1870[5]

### Ouvrages illustrés
- Victor Hugo, L'année terrible, recueil de poèmes, Michel Lévy frères, illustrée par Léopold Flameng, Daniel Vierge et Victor Hugo, 1874
- Victor Hugo, Les Travailleurs de la mer, 1876[6]
- Victor Hugo, L'Homme qui rit, 1876[7]
- François-René de Chateaubriand, Les Aventures du dernier Abencerage, Édouard Pelletan Éditeur, 1897[8]
- Auguste Florian Jaccaci (1856-1930), Arsène Alexandre (préface),  Au pays de Don Quichotte, éd. Hachette, 1901.
- Francisco de Quevedo, Pablo de Ségovie, el gran tacano, illustré de 120 dessins par Daniel Vierge, 1902[9]
- Prosper Mérimée, Colomba, illustré de 63 compositions gravées par Noël et Paillard, Libraire L Conquet, L. Carteret et Cie, successeurs, 1904
- Jules Michelet, De la Révocation de l'édit de Nantes à la guerre des Cévennes, 1985 (réédition)[10]

## Galerie

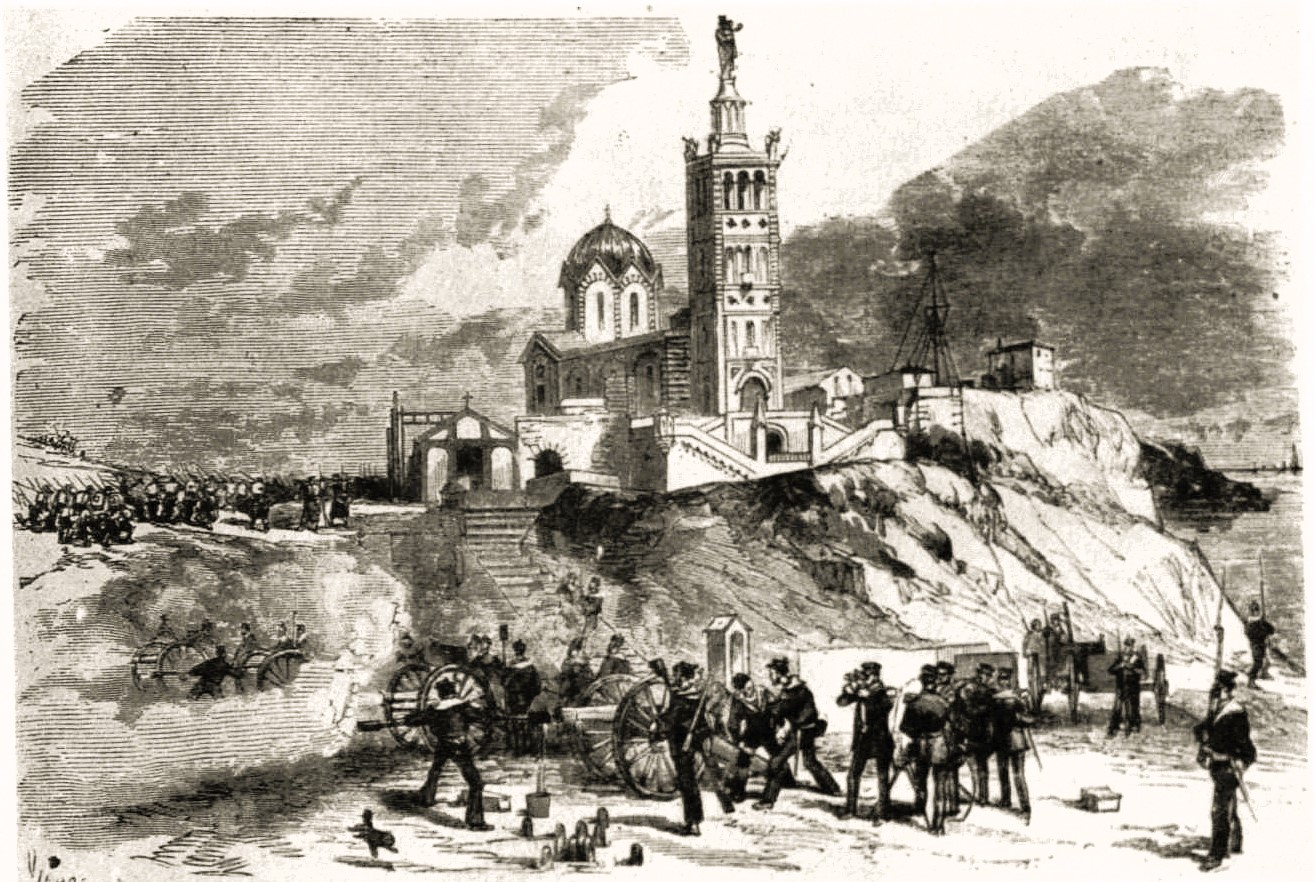
Illustration des bombardements de l'armée sur les insurgés marseillais le 4 avril 1871, dernier épisode de la Commune de Marseille.
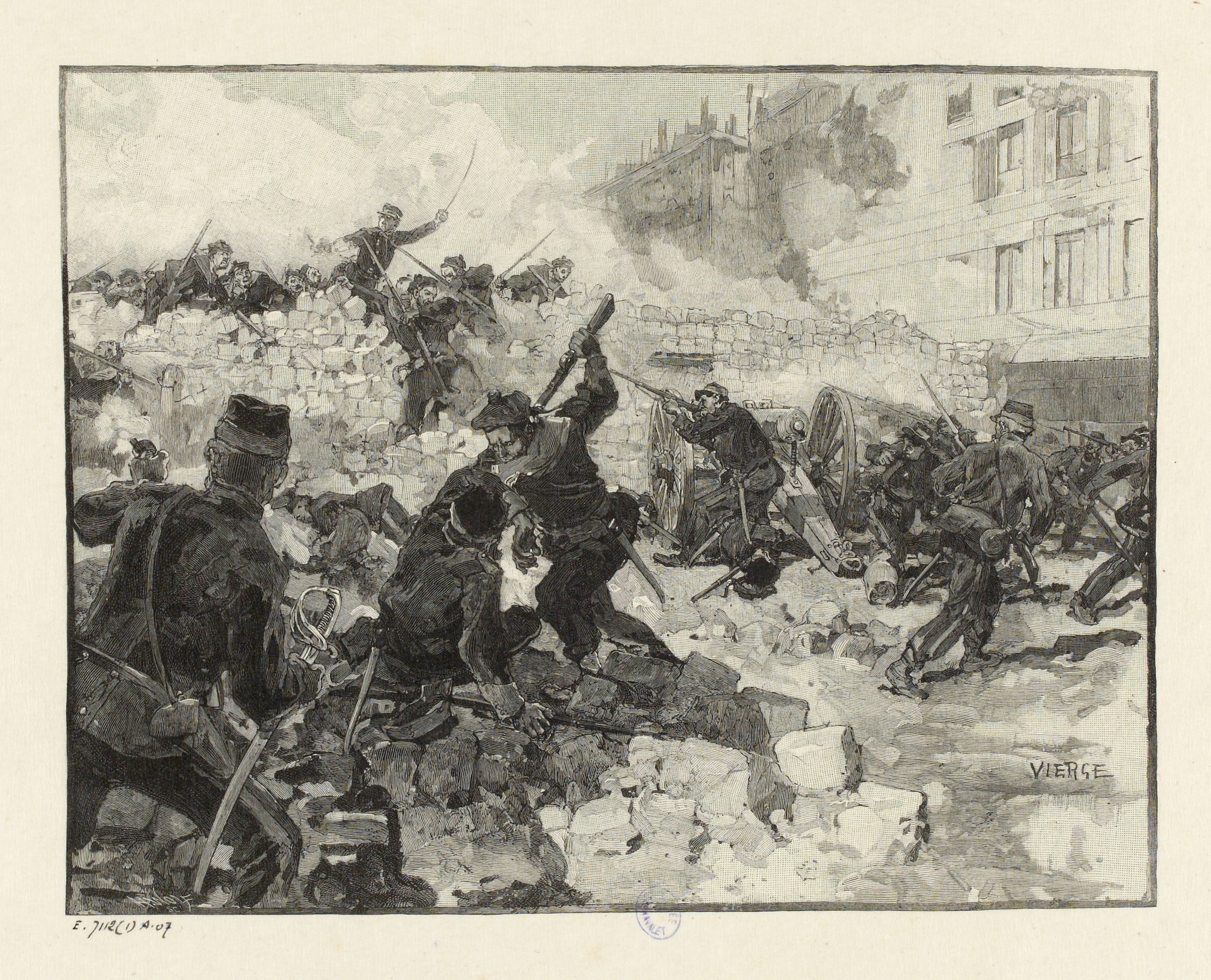
Commune de Paris. Prise d'une barricade par les Versaillais lors de la Semaine sanglante, 1871.
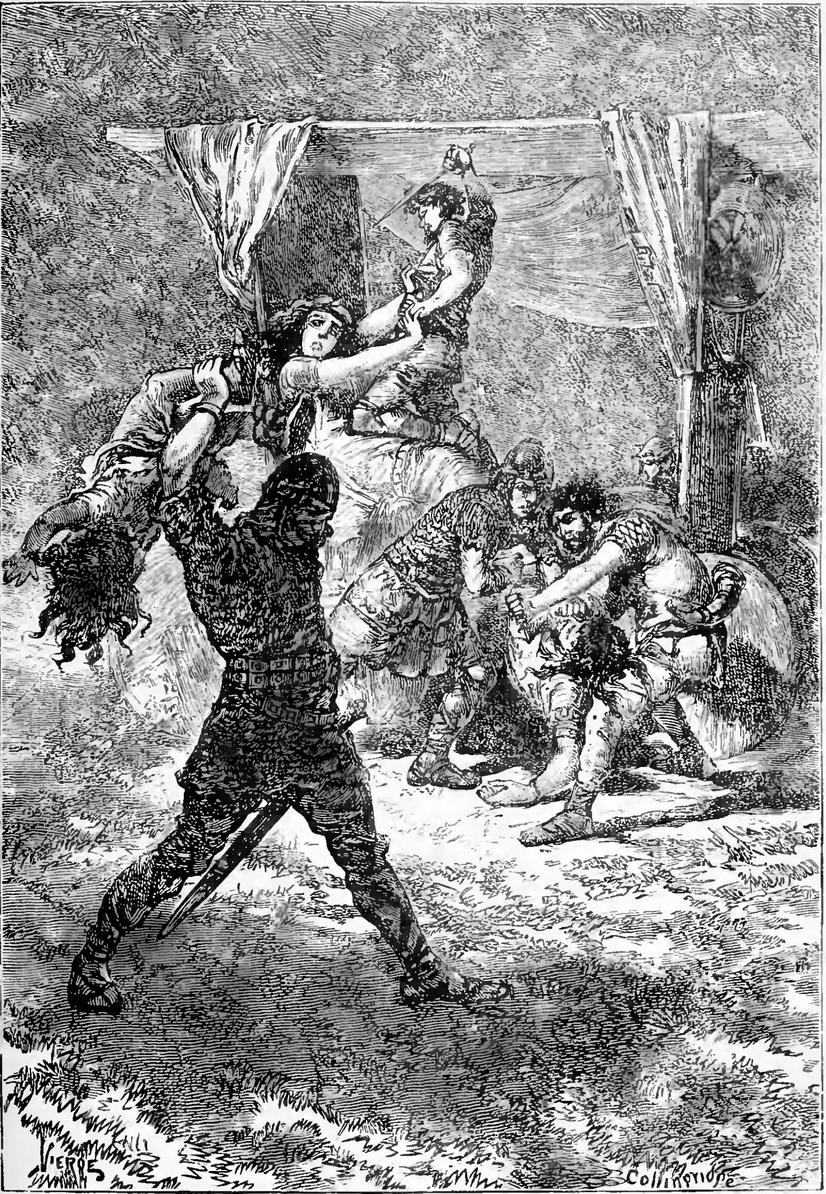
Jules Michelet, Histoire de France (1880), illustré par Daniel Vierge et gravé par Arthur Collingridge.